# WHITE BREATH
「WHITE BREATH」（ホワイト・ブレス）は、1997年10月22日にリリースされたT.M.Revolutionの6枚目のシングル。発売元はアンティノスレコード。

## 概要
- 累計売上は102.9万枚（オリコン調べ）を記録[1]。自身初のシングルでは最大かつ唯一のミリオンヒット作品。
- 1997年及び2005年の『NHK紅白歌合戦』に、この曲で出場した（2005年は『UNDER:COVER』バージョン）。1997年の出場時には翌1998年の干支にちなんで虎のコスチュームで歌った。2005年の紅白出演者選考に際して行われた「スキウタ〜紅白みんなでアンケート〜」では14位にランクイン。
- NHK「ポップジャム」OPテーマソング、およびニッポン放送の長野オリンピックテーマソングに使用された。
- 『UNDER:COVER』の人気投票では「WHITE BREATH」は7位、「OH! MY GIRL,OH MY GOD!」は44位にランクインした。
- MVでは、吹雪の中「上半身裸にジャケット+ネクタイ」という衣装を披露。CDジャケットにおいてもこの衣装の写真が使用されている。
- 2023年12月、西川貴教出演の日本マクドナルドのCMソングとして起用された。歌詞はCM用の替え歌になっており、本人が歌唱している[2]。
- 2024年2月2日、YouTubeチャンネル「THE FIRST TAKE」に初出演し、柴崎浩が編曲を手掛けたリアレンジ・バージョンで披露した[3]。

## 収録曲
全曲　作詞：井上秋緒　作曲・編曲：浅倉大介
1. WHITE BREATH
  - 出版社：ダーウィン
2. OH! MY GIRL, OH MY GOD!
  - 出版社：ダーウィン
3. WHITE BREATH (original backing track)

## 収録アルバム
- triple joker（#1、#2）
  - #1は「MORE FREEZE MIX」として、#2は「MORNING SURPRISE MIX」として収録。
- DISCORdanza Try My Remix 〜Single Collections（#1,Stone Cold P-Mix）
- B★E★S★T（#1）
- 1000000000000（#1）
- UNDER:COVER（#1,セルフカバー版）
- ウインターソング（#1）
- CDTV NO.1 HITS〜アゲウタ〜（#1）
- J-POP DRIVING〜NON-STOP MIX by DJ KEN-ICHIRO（#1,短く編集されており、前後の曲とクロスフェードしている）
- ロックNIPPON 東海林のり子 Selection（#1,MORE FREEZE MIX）
- RAIMEI（#1,セルフカバー版）「HIGH PRESSURE」、「HOT LIMIT」とのメドレーとなっており、『UNDER:COVER』版とは異なり原曲に近いアレンジ。

## カバー
- DIV - 2012年6月27日発売のコンピレーションアルバム『CRUSH!3 -90's V-Rock best hit cover LOVE songs-』にてカバー。
- BONUS - kors kとSota Fujimoriのユニット。2012年11月28日稼働のKONAMIアーケード音楽ゲーム『REFLEC BEAT colette』に収録。
- 双海真美（CV：下田麻美） - 2015年7月8日発売のアルバム『THE IDOLM@STER MASTER ARTIST 3 08 双海真美』にてカバー。
- 中森明菜 - 2016年11月30日発売のアルバム『Belie』にてカバー。
- 七海ひろき - 2019年8月21日発売のミニアルバム『GALAXY』にてカバー。
- 二宮飛鳥（CV：青木志貴） - 2019年12月12日、ゲーム『アイドルマスター シンデレラガールズ スターライトステージ』収録曲に追加。
- Photon Maiden -  リズムゲームD4DJ Groovy Mixにてカバー。2022年1月26日、アルバム「D4DJ Groovy Mix カバートラックス Vol.3」にフルバージョンが収録。編曲は彦田元気（DJ Genki）。
- ClariS - 2022年12月7日発売のコンセプト・ミニアルバム『WINTER TRACKS ー冬のうたー』に収録。2022年11月17日には、アルバムからの先行リリース楽曲として配信でリリースされた。また、ClariSのYouTubeチャンネルには、当楽曲のリリック・ビデオが公開されている[4]。